# Лобати
Лобати (Lobata) — ряд реброплавів класу Tentaculata.

## Опис
Щупальця менші ніж в інших реброплавів. Довжина тіла сягає 25 см.

## Класифікація
Перелік родин:
- Bathocyroidae
- Bolinopsidae
- Cryptolobatidae
- Eurhamphaeidae
- Lampoctenidae
- Leucotheidae
- Lobatolampeidae
- Ocyropsidae